# Hemileuca eglanterina
Hemileuca eglanterina, también llamada polilla de las ovejas, es miembro de la familia Saturniidae y es originaria del oeste de América del Norte. En California, su rango está al oeste de la cresta de Sierra y las montañas del sur de California, que se extiende cerca de la costa. La polilla vuela y aparece en verano. Se alimenta de plantas de tres géneros: Ceanothus, Rhamnus y Rosa. Hemileuca nuttalli y otras especies son similares, y se encuentran en áreas de artemisa al este de Sierra Nevada. La especie fue descrita por primera vez por Jean Baptiste Boisduval en 1852.
La polilla de las ovejas tiene una envergadura de 5.5 a 8.5 centímetros y un cuerpo relativamente delgado. Sus alas anteriores son de color rosa con una raya amarilla en el medio y las alas posteriores son de color amarillento con marcas negras variables. Hay una forma completamente negra cerca del Monte Shasta. Las larvas son negras con espinas amarillentas ramificadas que se vuelven anaranjadas en el desarrollo posterior y una cabeza de color marrón anaranjado.

## Galería

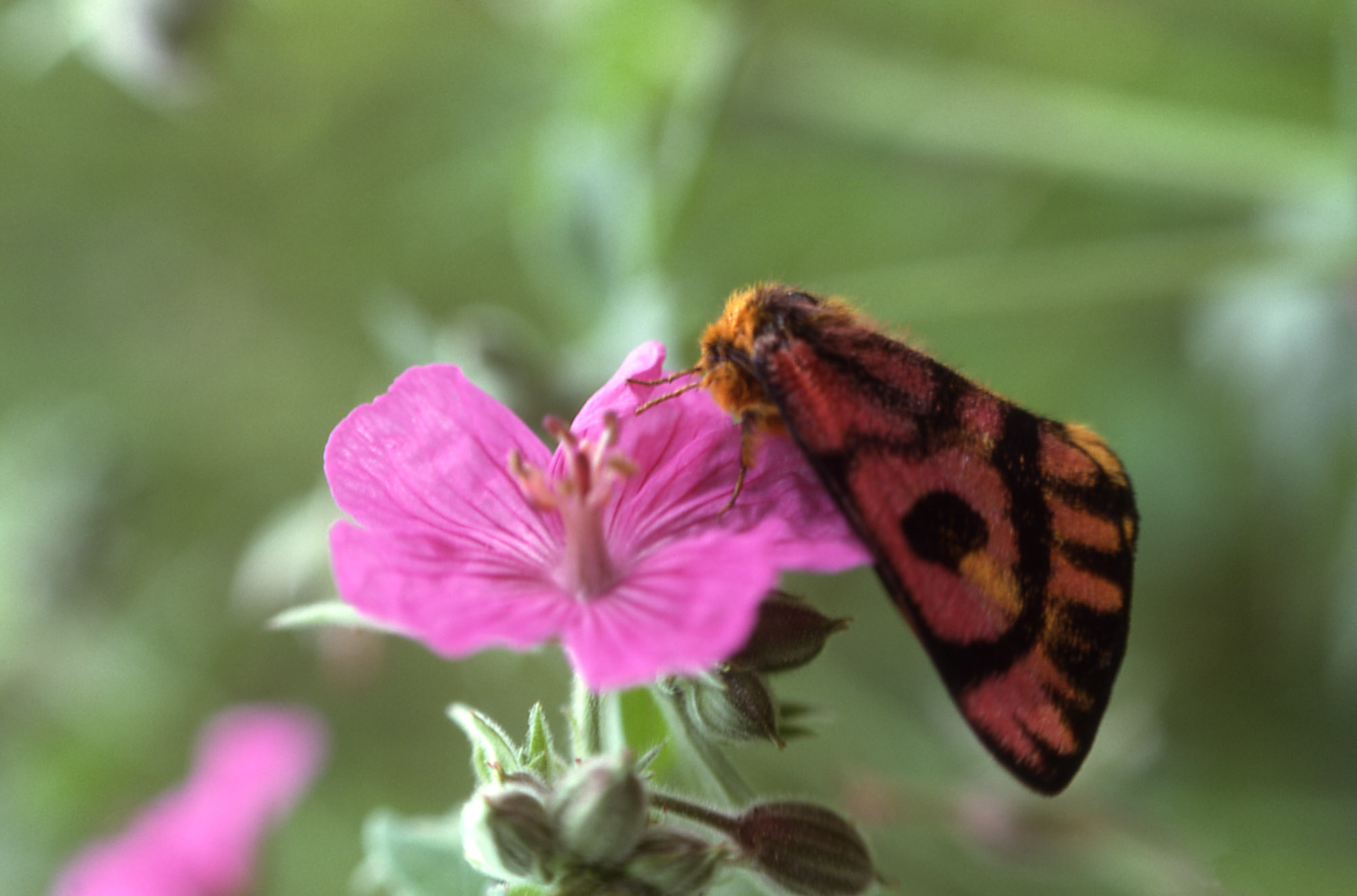
Adulto en una flor
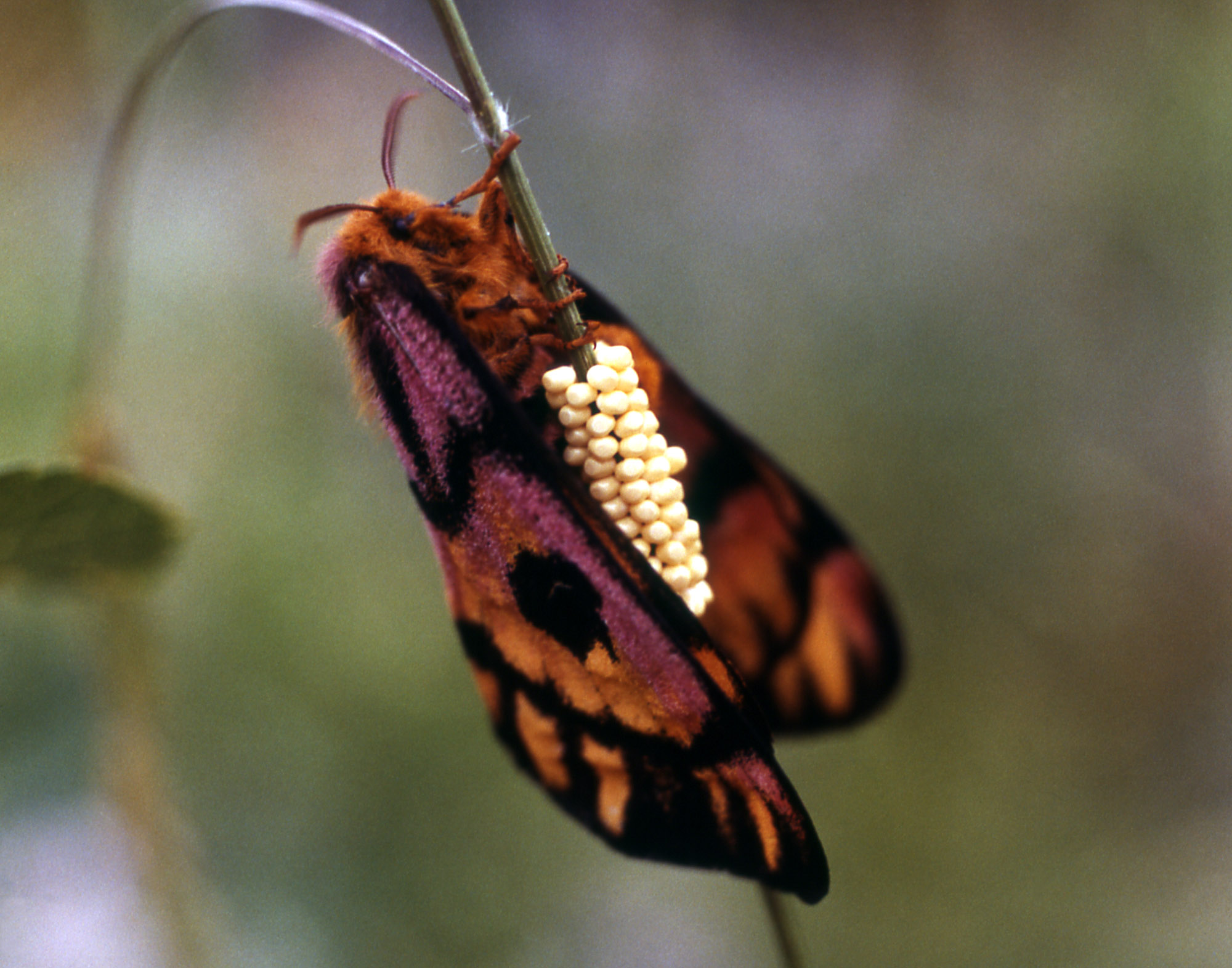
Adulto poniendo huevos
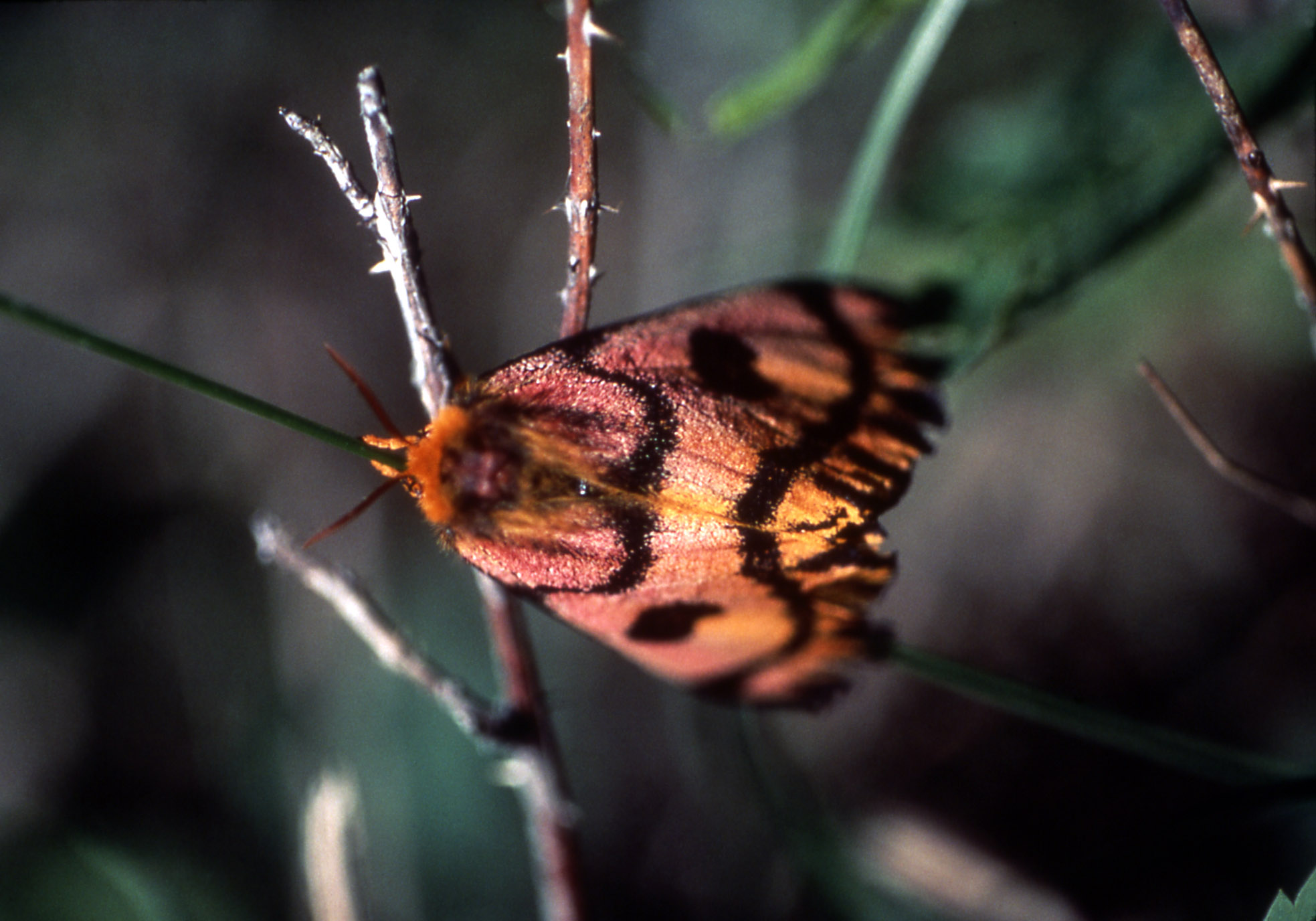